# Média aritmética ponderada
A média aritmética ponderada é bastante similar à média aritmética comum. A diferença, entretanto, é que na média aritmética todos os valores contribuem com peso igual, enquanto que no cálculo da média aritmética ponderada se leva em consideração a contribuição (peso) de cada termo, uma vez que existem termos que contribuem mais que outros.
A noção de média ponderada tem um importante papel na Estatística Descritiva e também aparece em uma forma mais geral em diversas outras áreas da Matemática.
Se todos os pesos são iguais, então o valor da média ponderada é o mesmo da média aritmética.
Embora a média aritmética ponderada se comporte de maneira semelhante à média aritmética, elas têm algumas propriedades contra intuitivas que as diferenciam, como,  por exemplo, aquelas mostradas no Paradoxo de Simpson.[carece de fontes?]

## Exemplo

### Básico
Dadas duas turmas de uma escola, uma com 20 alunos e outra com 30 alunos, as notas obtidas em cada sala foram respectivamente:
- Turma da Manhã = 62, 67, 71, 74, 76, 77, 78, 79, 79, 80, 80, 81, 81, 82, 83, 84, 86, 89, 93, 98
- Turma da Tarde = 81, 82, 83, 84, 85, 86, 87, 87, 88, 88, 89, 89, 89, 90, 90, 90, 90, 91, 91, 91, 92, 92, 93, 93, 94, 95, 96, 97, 98,99

A média aritmética simples da turma da manhã é 80, enquanto que a média aritmética simples da turma da tarde é 90. Fazendo a média entre tais resultados obtidos, temos uma média de 85. Entretanto, tal número não reflete a realidade, pois a quantidade de alunos de cada classe não foi levada em conta (20 em uma e 30 na outra), logo este resultado não representa precisamente a média de nota por aluno (não levando em conta a que classes cada um pertence). Para obtermos o valor correto, é necessário fazer a média entre todos os alunos de uma vez só, ao contrário do que foi feito anteriormente. Basicamente se faz o somatório de todas as notas e divide pelo total de alunos.:
{\displaystyle {\bar {x}}={\frac {4300}{50}}=86.}
Esse resultado pode ser também adquirido usando a média aritmética ponderada, caso desejado. Os pesos serão então a quantidade de alunos em cada sala:
{\displaystyle {\bar {x}}={\frac {(20\times 80)+(30\times 90)}{20+30}}=86.}
Desta forma, caso nos seja informado apenas a média da nota dos alunos de cada turma e o número de alunos em cada sala, podemos resolver o problema facilmente usando a média aritmética ponderada.

### Rotten Tomatoes
O agregador de críticas Rotten Tomatoes calcula as notas da imprensa a partir de uma média aritmética ponderada e as converte em negativa ou positiva para obter sua pontuação principal. Isso faz com que as notas dos filmes que receberam notas mais baixas sejam impulsionadas mais para baixo, e os que receberam notas mais altas, sejam mais altas ainda. O roteirista Max Landis, após seu filme Victor Frankenstein receber uma taxa de aprovação de 24% no site, escreveu que o site "divide revisões inteiras em apenas a palavra 'sim' ou 'não', tornando críticas binárias em uma destrutiva maneira arbitrária ". Atualmente, Victor Frankenstein tem uma nota principal no Rotten Tomatoes de 26% e a indicação de "podre", que é como são classificados os filmes que receberam notas principais inferiores a 60%, e a nota da média aritmética ponderada, que fica em uma parte mais escondida do site, é de 4.70/10, mas essa não indica se o filme é "podre" ou não.